# Solblomflugor
Solblomflugor (Syrphus) är ett släkte i familjen blomflugor. 

## Kännetecken
Solblomflugorna är små till medelstora blomflugor med en längd på mellan 8 och 13 millimeter. De har en svart och gul teckning vilket gör dem getinglika (en variant av mimikry). Typiskt för släktet är lång behåring på membranet under vingfästet på mellankroppen. Mellankroppen har gröngrå eller grönsvart färg med ljusgula hår. Det främsta av de tre gula banden har formen av två golfklubbeliknande fläckar. De två följande gula banden kan vara hela eller avbrutna.  

## Levnadssätt
Solblomflugor påträffas i skogsgläntor och bryn, trädgårdar, parker och andra kulturmiljöer. Larverna lever på bladlöss på örter, buskar och träd. Larverna är genomskinliga och kan på hösten påträffas under löv på marken. De fullvuxna flugorna besöker många olika blommor.  

## Utbredning
Släktet har mellan 40 och 60 arter i världen varav cirka 20 har palearktisk utbredning. Det finns 9 arter i Europa och 6 av dessa har påträffats i Norden. Alla dessa 6 arter finns även i Sverige, flera av dem är mycket vanliga.

## Systematik

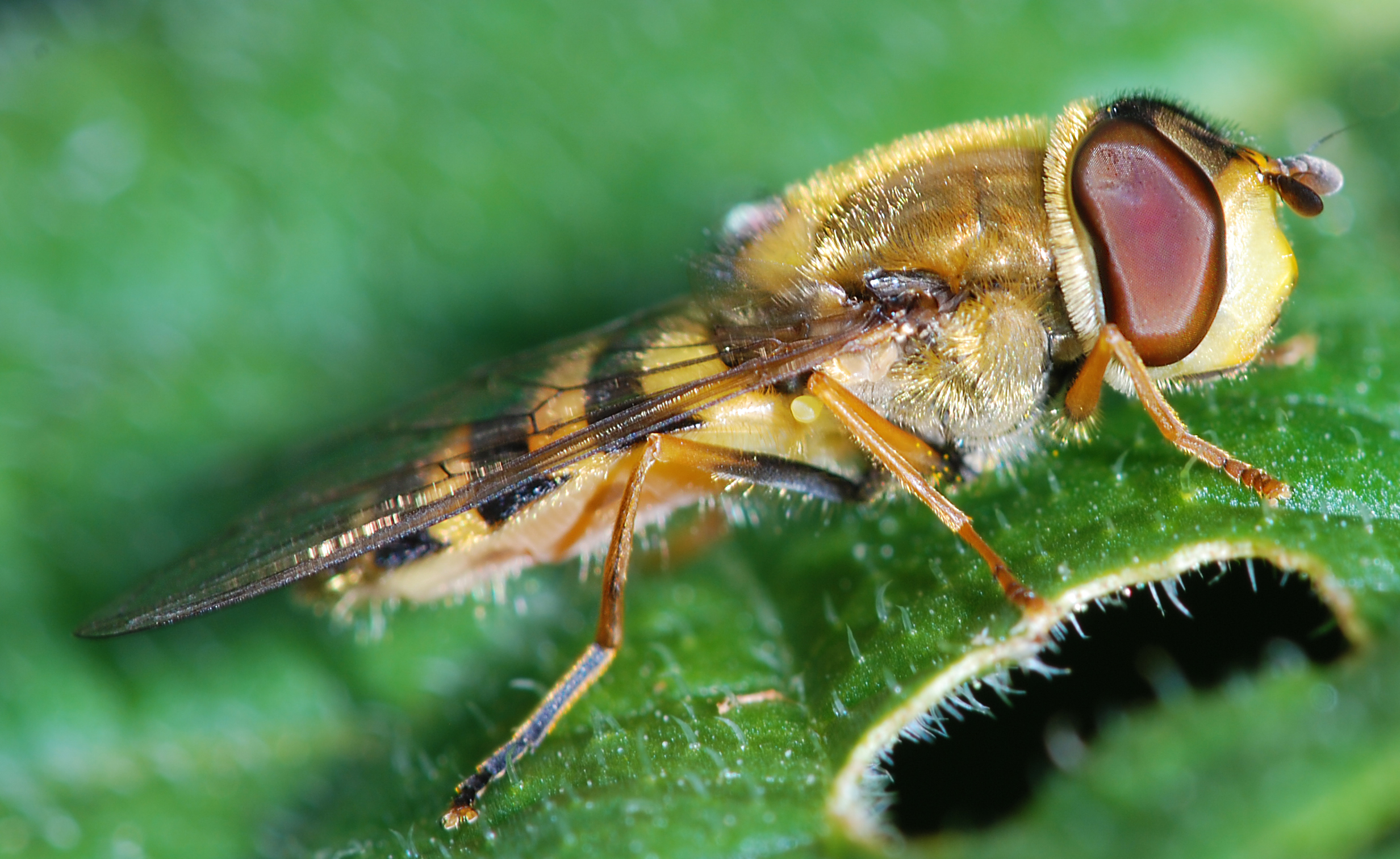
Mindre solblomfluga (S. vitripennis) hona

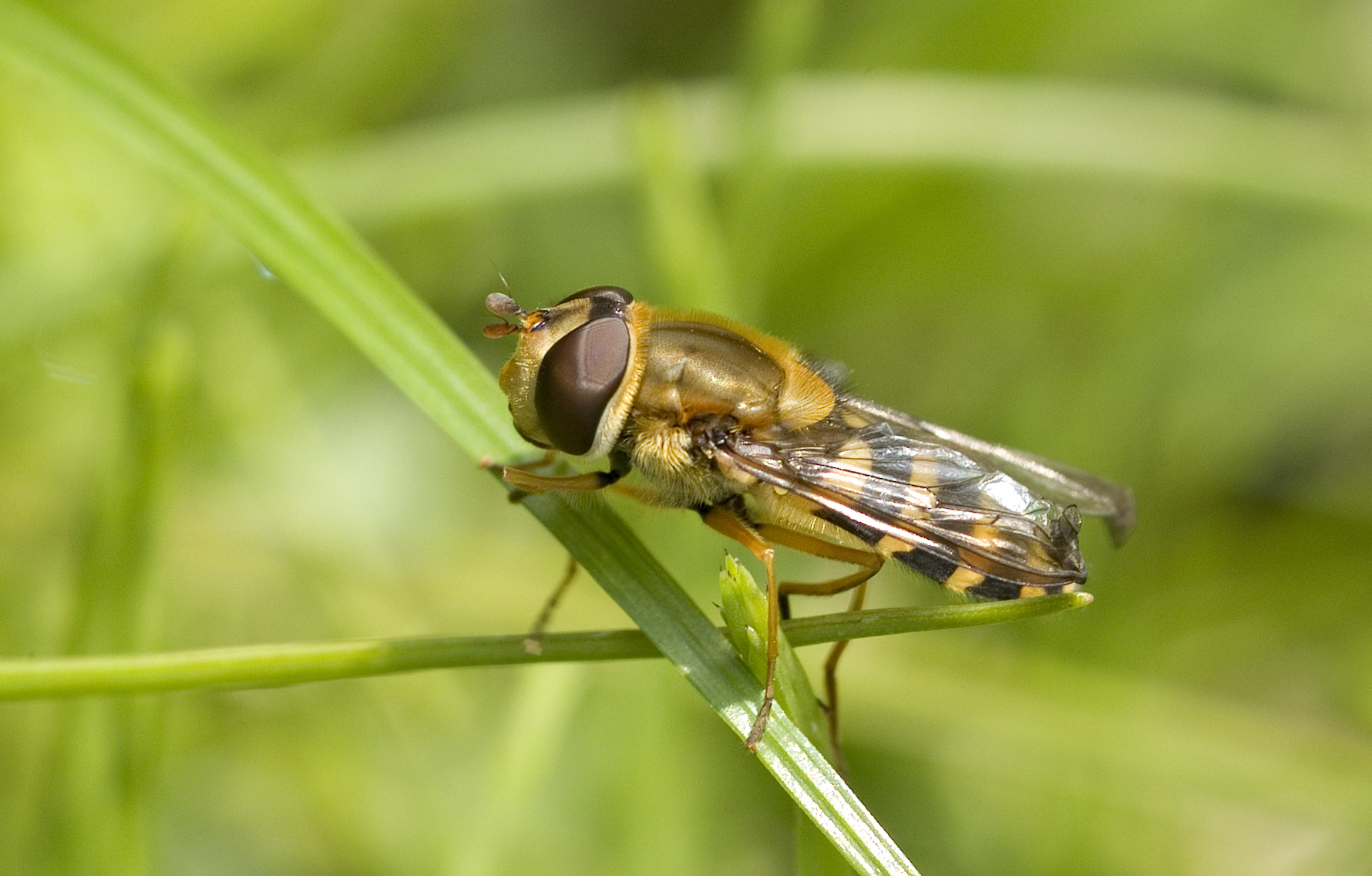
Gul solblomfluga (S. ribesii)

Tidigare räknades även flera andra släkten till Syrphus, till exempel Dasysyrphus, Epistrophe och Parasyrpus.

### Arter i Norden
- Gulpannad solblomfluga S. admirandus (Goeldlin, 1996)
- Fjällsolblomfluga S. attenuatus (Hine, 1922)
- Gul solblomfluga S. ribesii (Linnaeus, 1758)
- Fläckig solblomfluga S. sexmaculatus (Zetterstedt, 1838)
- Hårig solblomfluga S. torvus (Osten Sacken, 1875)
- Mindre solblomfluga S. vitripennis (Meigen, 1822)

### Övriga arter (urval)
- S. annulifemur (Mutin, 1997)
- S. currani (Fluke, 1939)
- S. dimidiatus (Macquart, 1834)
- S. doesburgi (Goot, 1964)
- S. intricatus (Vockeroth, 1983)
- S. knabi (Shannon, 1916)
- S. laceyorum (Thompson, 2000)
- S. monoculus (Swederus, 1787)
- S. opinator (Osten Sacken, 1877)
- S. octomaculatus (Walker, 1837)
- S. phaeostigma (Wiedemann, 1830)
- S. rectus (Osten Sacken, 1875)
- S. sonorensis (Vockeroth, 1983)

## Etymologi
Syrphus betyder blomfluga på latin och 'litet djur' på grekiska. 